# Octavarium
Octavarium (МФА: [ˈɒk.tɛ.vɛ.ɹi.əm]) — восьмой студийный альбом американской прогрессив-метал-группы Dream Theater. Был выпущен 7 июня 2005 года на лейбле Atlantic Records. Запись альбома проходила с сентября 2004 года по февраль 2005 года в нью-йоркской студии The Hit Factory, для которой он стал последней записанной работой — с первого апреля 2005 года компания прекратила ведение дел. В ходе работы над материалом для диска группа решает создать классический альбом Dream Theater. Octavarium — первый релиз группы, особенностью которого стало участие в записи оркестра. В качестве основы для концепции альбома коллектив взял понятие октавы.
Octavarium достиг высоких позиций в хит-парадах разных стран. Так, в Финляндии, Италии и Швеции он вошёл в пятёрку лучших альбомов, а в Нидерландах, Польше и Норвегии — в десятку. Критики в основном положительно отнеслись к работе Dream Theater и, несмотря на то, что некоторые песни были сочтены ими противоречивыми, похвалили музыкальное разнообразие альбома. Для продвижения альбома группа совершила всемирный гастрольный тур, длившийся один год. Особенностью концертов, большинство из которых продолжалось почти три часа, стало исполнение различных сет-листов. Тур завершился концертом на площадке Радио-сити-мьюзик-холл, где группа сыграла в сопровождении оркестра. Запись этого выступления позднее стала основой для концертного альбома и видео, получивших название Score. Dream Theater совместно с Megadeth стали хедлайнерами тура Gigantour, прошедшего в Северной Америке в 2005 году.

## Запись
По завершении североамериканского тура в поддержку Yes — одной из групп, оказавших наибольшее влияние на Dream Theater, — коллектив сделал двухмесячный перерыв. В ноябре 2004 года группа собралась в нью-йоркской студии The Hit Factory для того, чтобы начать работу над восьмым студийным альбомом. The Hit Factory готовилась к закрытию, и Dream Theater стала последней группой, работавшей в студии, где до этого записывались такие музыканты, как Майкл Джексон, Мадонна, U2 и Джон Леннон.
Записав концептуальный Metropolis Pt. 2: Scenes from a Memory, двойной Six Degrees of Inner Turbulence и метал-ориентированный Train of Thought, группа решила записать «классический альбом Dream Theater». По словам клавишника группы Джордана Рудесса, группа приложила много усилий к созданию этого альбома. Также он описывает диск как «испытавший влияние различных стилей». Для Octavarium группа хотела создать менее сложную музыку, представив песни, которые, по мнению Рудесса, проще оценить, хоть он и указывает на то, что двадцатичетырёхминутный заглавный трек не слишком доступен для восприятия. Гитарист Джон Петруччи отметил, что группа хотела сосредоточиться на написании сильных песен. Чтобы добиться этого, во время написания песен музыканты раскладывали звук для фортепиано, гитары и вокала, концентрируясь на мелодиях и структуре песен.
Ударник Dream Theater Майк Портной отверг претензии в том, что Octavarium был попыткой создать в большей степени коммерческий альбом. Он заявил, что группа просто «имеет такую точку зрения. Мы любим группы вроде U2 и Coldplay, также нам нравятся более короткие песни». Портной заметил, что некоторое время после релизов Six Degrees of Inner Turbulence и Train of Thought группа не писала альбомов с короткими композициями. По его словам, написание продолжительных песен даётся группе легче, нежели коротких, и коллектив не пытался писать хиты для радио, поскольку «лейбл всё равно с них ничего не получил бы».
Во фрагменте «Overture» из альбома Six Degrees of Inner Turbulence группа использовала оркестровые элементы, созданные при помощи синтезатора. При записи треков «The Answer Lies Within», «Sacrificed Sons» и «Octavarium» Dream Theater впервые работала с оркестром, дирижёром был Джамшид Шарифи, учившийся в Музыкальном колледже Беркли в то же время, что Портной, Петруччи и Джон Маянг. Оркестр выбирался, исходя из способности играть по нотам так, чтобы все партии можно было записать максимум в два подхода, даже если исполняемая музыка прежде не была знакома музыкантам.

## Концепция
Начиная работу над новым альбомом, Майк Портной заметил, что он станет восьмой студийной работой группы и выйдет вслед за недавно выпущенным пятым концертным альбомом Live at Budokan. Эта последовательность соответствует октаве на музыкальной клавиатуре: каждая октава состоит из восьми бекаров и пяти альтераций. Портной намекнул, что именно на этой концепции будет основан грядущий альбом. Записывая его, группа назначила для каждой песни свою тональность. Звуковые эффекты применялись таким образом, чтобы песни были связаны друг с другом. Например, песня «The Root of All Evil», написанная в тональности фа мажор, связана с «The Answer Lies Within», написанной в соль минор, эффектом в тональности фа-диез мажор. Тексты песен и их названия также содержат отсылки к описанной концепции. Портной привёл в качестве примера заголовки «The Root of All Evil» (отсылка к музыкальному термину основной тон [англ. root]) и «Octavarium» (от слова октава [англ. octave]).
«The Root of All Evil» — первая песня Octavarium — начинается с той же ноты, которой завершается «In the Name of God» — последний трек предыдущего альбома Train of Thought. Трек «As I Am», открывающий Train of Thought, начинается с ноты, которой заканчивается одноимённый и последний трек альбома Six Degrees of Inner Turbulence, а сам Six Degrees… в свою очередь начинается с шума, завершающего «Finally Free» — финальную песню альбома Scenes from a Memory. На всё это Портного вдохновил альбом Women and Children First американской группы Van Halen, заключительная песня в котором завершается постепенно затухающим новым риффом. Портной вспомнил, что ожидал услышать в начале следующего альбома Van Halen тот заключительный рифф, однако расстроился, так как этого не произошло. Позднее он понял, что «вырыл яму, в которой мы ждём этого всякий раз». В Octavarium Портной решил эту проблему, зациклив альбом таким образом, чтобы последняя песня завершилась моментом, с которого началась первая. Тем самым группа получила возможность начать следующий альбом по-новому.

### Содержание
«The Root of all Evil» — третья часть Twelve-step Suite, серии песен из разных альбомов Dream Theater, основанной на опыте посещения Майком Портным общества анонимных алкоголиков. Песня содержит шестую и седьмую части серии: «Ready» и «Remove». «The Answer Lies Within» и «I Walk Beside You» — самые короткие песни в альбоме. Рудесс заострил внимание на них как на песнях, приемлемых для радио, но верных стилю Dream Theater.
Песню «Never Enough» Портной написал, испытывая нападки фанатов Dream Theater, выходками которых он был недоволен. Он заявил, что пребывание в постоянном отрыве от семьи ради уделения большего внимания поклонникам расстроило его. Его обескуражило, что, несмотря на бесчисленные дни и ночи, потраченные на составление сет-листов и проведение репетиций, некоторые фанаты всё ещё жаловались на то, что во время концерта они не услышали «Pull Me Under». «Это разочаровывает и сводит с ума», — сказал он.
Десятиминутная «Sacrificed Sons» — вторая по продолжительности песня в альбоме. Её текст, написанный Джеймсом Лабри, связан с терактами 11 сентября. Рудесс отметил, что группе доставляет удовольствие писать на более серьёзные темы, чем любовь. Лабри сказал, что во время работы над текстом песни возникло много спорных моментов относительно формулировок и того, насколько прямолинейными они должны быть.
Самой продолжительной песней альбома стал двадцатичетырёхминутный заглавный трек. Петруччи заявил, что группа хотела написать эпичную тематически развитую песню с использованием оркестра. Группа испытывала сильное влияние таких прогрессив-рок коллективов, как Genesis, Yes, Pink Floyd. В исполнении инструментального вступления, в наибольшей степени демонстрирующего влияние пинкфлойдовской «Shine On You Crazy Diamond», Рудесс использовал лэп-стил гитару и континуум. Вдобавок ко всему, в текстах песен содержится множество отсылок к другим прогрессив-рок песням.

### Оформление
Оформлением альбома занимался Хью Сайм. Идея изобразить на обложке огромный маятник Ньютона родилась в споре Сайма с Портным, когда они разговаривали о том, как при написании музыки создаются либо кластеры, либо трезвучия, и о том, что для всякого действия существует противоположное ему. В оформлении встречается множество отсылок к числам пять и восемь, лежащим в основе концепции альбома. Например, на обложке изображены пять птиц и маятник Ньютона с восемью подвешенными шарами. Буклет содержит изображения восьмиугольного лабиринта, паука, осьминога и другие отсылки к концепции, а на самом диске изображена пятиконечная звезда, вписанная в восьмиугольник. Пейзаж на обложке составлен из видов Индианы и Озёрного края в Великобритании.

## Релиз
За неделю до запланированного выхода Octavarium Портной отключил официальный форум Dream Theater. По сообщению издания Blabbermouth.net, это было сделано во избежание утечек альбома. Портной заявил, что пошёл на такой шаг, чтобы усилить предвкушение предстоящего релиза, хотя и отметил, что просьбы группы воздержаться от преждевременного распространения информации и утечек не были услышаны.
Octavarium вышел 7 июня 2005 года и стал последним альбомом группы, записанным на Atlantic Records, завершив тем самым 14-летний контракт. Несмотря на то, что группа в последние годы получила творческую свободу, она была не удовлетворена мерами лейбла по продвижению альбома. В 2005 году Портной выпустил DVD Drumavarium, запечатлевший процесс записи ударных для Octavarium. Рудесс включил фортепиано-версию песни «The Answer Lies Within» в свой альбом Notes on a Dream, выпущенный в 2009 году. Песня «Panic Attack» доступна в видеоигре Rock Band как сложнейшая в режиме для баса и ударных.

### Реакция на альбом
| Оценки критиков | Оценки критиков |
| Источник        | Оценка          |
| --------------- | --------------- |
| AllMusic        | [ 18 ]          |
| Billboard       | положительно    |
| Blistering      | положительно    |
| Exclaim!        | отрицательно    |
| MetalReview.com | [ 22 ]          |
| The Metal Forge | [ 23 ]          |
| Metally         | [ 24 ]          |
| musicOMH        | положительно    |

Octavarium достиг высоких позиций в хит-парадах разных стран. Так, в Финляндии, Италии и Швеции он вошёл в пятёрку лучших альбомов, а в Нидерландах, Польше и Норвегии — в десятку. Критики в основном положительно приняли работу. Джастин Донелли из Blistering похвалил альбом за «разнообразие, мелодичность и мощь в одно и то же время» и оценил его как один из лучших релизов Dream Theater. Особой похвалы с его стороны удостоился заглавный трек, названный им «новой классикой Dream Theater». Billboard счёл усилия группы по написанию более коротких песен и использованию более тёплых инструментальных текстур заслуживающими отличной оценки, при этом издание особенно похвалило «The Root of all Evil», «These Walls» и «I Walk Beside You».
Харли Карлсон из MetalRewiew.com отозвался об альбоме как об «удачно продемонстрированной способности группы создавать эмоциональную музыку», хотя и заметил, что «безусловно есть что-то, что группа упустила». Вик Бансал из musicOMH похвалил песни «Never Enough», «Panic Attack» и «Sacrificed Sons», а о «The Root of All Evil» отозвался как о «Dream Theater в числах». Он раскритиковал альбом за «раздутость», хотя и отметил, что любителям A Change of Seasons диск понравится. Грэг Прэтт из Exclaim! похвалил исполнение и оформление, но сказал, что «в альбоме нет ничего волнующего или хоть немного цепляющего; значительная часть диска звучит как простой радио-рок от группы старых приятелей из местного бара». Он отметил, что, несмотря на присутствие продолжительных песен, альбом звучит «как 76 минут сверхдраматического рока».
По мнению Донелли, Octavarium находится где-то «между Images and Words, Six Degrees of Inner Turbulence и Train of Thought». Карлсон заявил, что альбом ближе всего к Falling into Infinity и Metropolis Pt. 2: Scenes from a Memory, но он гораздо менее сложный. Тэмми Ла Горс — представитель сайта AllMusic — заметил, что «острота пост-хардкора — назовём её скачком в 2005 — нарушила их клятву верности театральному тяжёлому року… Что изменилось — это намерение Dream Theater подтвердить свою репутацию классиков андеграундного прогрессив-рока, и это кажется своевременным». В некоторых песнях, например в «Never Enough», критики отметили сильное влияние Muse.

## Тур

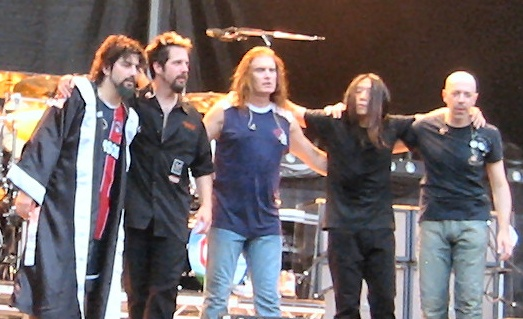
Dream Theater после парижского концерта в рамках первой части европейского турне 2005 года. Слева направо: Майк Портной, Джон Петруччи, Джеймс Лабри, Джон Маянг и Джордан Рудесс

Dream Theater начала тур в поддержку Octavarium 10 июня 2005 года с рок-фестиваля в шведском Сёльвесборге. В том же году Dream Theater совместно с Megadeth были хедлайнерами в североамериканском туре Gigantour, проходившем с 21 июля по 3 сентября. Выступление группы в Монреале было записано и выпущено концертным альбомом 22 августа и видео-альбомом 5 сентября 2006 года, оба издания получили название Gigantour. Основной Octavarium-тур начался в сентябре в Финляндии, где группа показала, что продолжает давать концерты в традиционном для неё формате «вечер с Dream Theater». Это означало, что группа будет играть почти трёхчасовые шоу каждый раз с разными сет-листами. Длительное сочетание интервью, репетиций и встреч с фанатами вызвало у группы физическое и эмоциональное истощение.
Группа дала по два подряд ночных концерта в Амстердаме и Лондоне. В обоих городах на втором концерте был полностью отыгран альбом The Dark Side of the Moon группы Pink Floyd. Тереза Томасон, прежде певшая на Scene from a Memory, спела «The Great Gig in the Sky». Лондонское выступление было издано в качестве концертного видео в 2006 году на YtseJam Records Майка Портного. На концертах в Токио и Осаке группа исполнила каверы на все песни с альбома Deep Purple Made in Japan; запись каждого из них вошла в концертный альбом, в 2007 году также изданный YtseJam Records.
Свой двадцатилетний юбилей группа отпраздновала, исполнив 1 апреля 2006 года последний концерт тура в нью-йоркском концертном зале Радио-сити. Вторая половина концерта прошла в сопровождении оркестра из тридцати человек, дирижёром тогда выступил Джамшид Шарифи. Выступление было записано и издано 29 августа 2006 года концертным альбомом и видео Score на Rhino records.

## Список композиций
Вся музыка написана Dream Theater.
| №                   | Название | Текст песни                                           | Длительность |
| ------------------- | --- | ----------------------------------------------------- | ------------ |
| 1.                  | «The Root of All Evil» VI. «Ready» VII. «Remove»                                                                   | Майк Портной                                          | 8:07         |
| 2.                  | «The Answer Lies Within»                                                                                           | Джон Петруччи                                         | 5:26         |
| 3.                  | «These Walls» | Джон Петруччи                                         | 6:59         |
| 4.                  | «I Walk Beside You»                                                                                                | Джон Петруччи                                         | 4:29         |
| 5.                  | «Panic Attack» | Джон Петруччи                                         | 7:16         |
| 6.                  | «Never Enough» | Майк Портной                                          | 6:33         |
| 7.                  | «Sacrificed Sons»                                                                                                  | Дж. Лабри                                             | 10:42        |
| 8.                  | «Octavarium» I. «Someone Like Him» II. «Medicate (Awakening)» III. «Full Circle» IV. «Intervals» V. «Razor's Edge» | Джон Петруччи Джеймс Лабри Майк Портной Джон Петруччи | 24:00        |
| Общая длительность: | Общая длительность:                                                                                                | Общая длительность:                                   | 72:32        |

## Позиции в чартах
| Страна             | Высшая позиция | И.     |
| ------------------ | -------------- | ------ |
| Австрия            | 35             | [ 2 ]  |
| Бельгия (Валлония) | 48             | [ 2 ]  |
| Бельгия (Фландрия) | 70             | [ 2 ]  |
| Великобритания     | 72             | [ 34 ] |
| Германия           | 15             | [ 35 ] |
| Дания              | 38             | [ 2 ]  |
| Испания            | 31             | [ 2 ]  |
| Италия             | 2              | [ 2 ]  |
| Канада             | 15             | [ 34 ] |
| Нидерланды         | 9              | [ 2 ]  |
| Норвегия           | 9              | [ 2 ]  |
| Польша             | 8              | [ 35 ] |
| Португалия         | 15             | [ 2 ]  |
| США                | 36             | [ 36 ] |
| Финляндия          | 2              | [ 2 ]  |
| Франция            | 18             | [ 2 ]  |
| Чехия              | 31             | [ 34 ] |
| Швейцария          | 25             | [ 2 ]  |
| Швеция             | 4              | [ 2 ]  |
| Япония             | 10             | [ 37 ] |

## Участники записи
| Dream Theater - Джеймс Лабри (англ. James LaBrie) — вокал - Джон Маянг (англ. John Myung) — бас - Джон Петруччи (англ. John Petrucci) — гитары, бэк-вокал - Майк Портной (англ. Mike Portnoy) — ударные, перкуссия, вокал - Джордан Рудесс (англ. Jordan Rudess) — клавишные, континуум, лэп-стил гитара | |
| Технический персонал - Продюсеры - Джон Петруччи и Майк Портной - Доуг Оберкирхер (англ. Doug Oberkircher) — инженер - Помощники инженера - Коллин Кулхейн (англ. Colleen Culhane) - Каори Киносита (англ. Kaori Kinoshita) - Райан Симс (англ. Ryan Simms) - Берт Болдуин (англ. Bert Baldwin) — помощник - Майкл Х. Бройер (англ. Michael H. Brauer) — сведение - Кейт Гэри (англ. Keith Gary) — помощник, Pro Tools инженер - Уилл Хенсли (англ. Will Hensley) — второй помощник - Джордж Марино (англ. George Marino) — мастеринг                                                                          | Менеджмент - Фрэнк Соломон (англ. Frank Solomon) — менеджер - Антрепренёры - Стив Мартин (англ. Steve Martin) в США - Дерек Кемп (англ. Derek Kemp) в Европе, Южной Америке и Азии                                                            |
| Технический персонал - Продюсеры - Джон Петруччи и Майк Портной - Доуг Оберкирхер (англ. Doug Oberkircher) — инженер - Помощники инженера - Коллин Кулхейн (англ. Colleen Culhane) - Каори Киносита (англ. Kaori Kinoshita) - Райан Симс (англ. Ryan Simms) - Берт Болдуин (англ. Bert Baldwin) — помощник - Майкл Х. Бройер (англ. Michael H. Brauer) — сведение - Кейт Гэри (англ. Keith Gary) — помощник, Pro Tools инженер - Уилл Хенсли (англ. Will Hensley) — второй помощник - Джордж Марино (англ. George Marino) — мастеринг                                                                          | Оформление - Хью Сайм (англ. Hugh Syme) — художественное руководство, дизайн, иллюстрирование, концепция оформления - Майк Портной — концепция оформления - Колин Лейн (англ. Colin Lane) — фотография - Роб Голд (англ. Rob Gold) — продюсер |
| Оркестр на «Sacrificed Sons» и «Octavarium» - Джамшид Шарифи (англ. Jamshied Sharifi) — дирижирование, аранжировка - Джилл Делль’Абате (англ. Jill Dell'Abate) — постановка - Елена Барер (англ. Elena Barere) — концертмейстер - Скрипка - Кэтрин Фонг (англ. Katharine Fong) - Энн Леман (англ. Ann Lehmann) - Кэтрин Ливолси-Штерн (англ. Katherine Livolsi-Stern) - Лора Макгиннис (англ. Laura McGinniss) - Кэтрин Ро (англ. Catherine Ro) - Рики Сортомм (англ. Ricky Sortomme) - Юрий Водовоз (англ. Yuri Vodovoz) - Альт - Винсент Лионти (англ. Vincent Lionti) - Карен Дрейфус (англ. Karen Dreyfus) | - Виолончель - Ричард Локер (англ. Richard Locker) - Джейн Лебланк (англ. Jeanne LeBlanc) - Памела Склар (англ. Pamela Sklar) — флейта - Валторна - Джо Андерер (англ. Joe Anderer) - Стюарт Роуз (англ. Stewart Rose)                        |
| Оркестр на «Sacrificed Sons» и «Octavarium» - Джамшид Шарифи (англ. Jamshied Sharifi) — дирижирование, аранжировка - Джилл Делль’Абате (англ. Jill Dell'Abate) — постановка - Елена Барер (англ. Elena Barere) — концертмейстер - Скрипка - Кэтрин Фонг (англ. Katharine Fong) - Энн Леман (англ. Ann Lehmann) - Кэтрин Ливолси-Штерн (англ. Katherine Livolsi-Stern) - Лора Макгиннис (англ. Laura McGinniss) - Кэтрин Ро (англ. Catherine Ro) - Рики Сортомм (англ. Ricky Sortomme) - Юрий Водовоз (англ. Yuri Vodovoz) - Альт - Винсент Лионти (англ. Vincent Lionti) - Карен Дрейфус (англ. Karen Dreyfus) | Струнный квартет на «The Answer Lies Within» - Скрипка - Елена Барер - Кэрол Вебб (англ. Carol Webb) - Винсент Лионти — альт - Ричард Локер — виолончель                                                                                      |